# Sphaerosepalaceae
Sphaerosepalaceae is een botanische naam, voor een familie van tweezaadlobbige planten. Een familie onder deze naam wordt de laatste decennia vrij algemeen erkend door systemen voor plantentaxonomie, en ook door het APG-systeem (1998) en het APG II-systeem (2003).
Het gaat om een kleine familie van houtige planten, die voorkomen in Madagaskar.
In het Cronquist-systeem (1981) was de plaatsing in een orde Theales.